# Басу (река)
Басу́ (баш. Баҫыу) — горная река в Башкортостане, левый приток Инзера. По реке назван карстовый район Басу-Зилимский. Длина реки — 55 км. Площадь водосборного бассейна — 450 км².
Близ истока р. Басу — хребет Авдардак. После впадения в Инзер, сразу же за устьем, находится пляж, покрытый мелкой галькой, «лучшее место для дневного привала», как отмечают туристы-водники
Есть железнодорожный мост.

## Местоположение
Река протекает вблизи деревни Тереклы, Басиновки, у впадения в Инзер — селение Устье-Бассы.
Система водного объекта: Инзер → Сим → Белая → Кама → Волга → Каспийское море.

## Биология
По берегам Басу растет тополь-осокорь, по-башкирски — тирэк, отсюда и название деревни Тереклы («тополиная»)

## История
Упоминается в документе от 1755 г., октября 11, «Купчая башкир Ногайской дороги, Курпеч-Табынской вол. Акбулата Сенкина с товарищами заводчикам И. Б. Твердышеву и И. С. Мясникову на земли по р. Аскын.»:
«продали мы, башкирцы, к тому ж заводу землю свою три части, которая состоит около того завода, с лесы и с сенными покосы и с рыбными ловли внутри нижеозначенной окружности; а имянно: начиная следовать от реки Аскына от броду чрез реку Аскын, имевшегося ниже того Архангельского заводу верстах в 6-ти, с которого броду иттй поляною вверх по реке Инзерю Катайскою дорогою меж реки Инзеря и горы Куштаклы на деревню Теряклы до реки Басу, и пришед ко оной реке Басу и деревни Терякле вверх по Басу и итти возле самой реки на две речки Кургаши, которые впали в реку Басу, перешед первую нижную речку Кургаш и итти возле той же реки Басу через сырт к верхней речке Кургашу, а пришед к ней, поворотить вверх и итти по ней по правую ж руку до самых вершин»
У р. Басу находились летовки башкир д. Субхангулово (Курпучук)

## Данные водного реестра
По данным государственного водного реестра России относится к Камскому бассейновому округу, водохозяйственный участок реки — Сим от истока и до устья, речной подбассейн реки — Белая. Речной бассейн реки — Кама.